# Grand Prix automobile de Grande-Bretagne 1963
GP précédent GP suivant
Le Grand Prix de Grande-Bretagne 1963 (XVI British Grand Prix), disputé sur le circuit de Silverstone le 20 juillet 1963, est la cent-seizième épreuve du championnat du monde de Formule 1 courue depuis 1950 et la cinquième manche du championnat 1963.

## Contexte avant la course

### Le championnat du monde
Depuis 1961, la Formule 1 suit la réglementation 1 500 cm3 (dérivée de l'ancienne Formule 2 de la période 1957 à 1960). Initialement prévue pour une période de trois ans, la formule a été prolongée de deux années supplémentaires par la Commission sportive internationale, garantissant la stabilité technique jusqu'à fin 1965. La réglementation s'appuie sur les points suivants :
- interdiction des moteurs suralimentés
- cylindrée minimale : 1 300 cm3
- cylindrée maximale : 1 500 cm3
- poids minimal : 450 kg (à sec)
- double circuit de freinage obligatoire
- arceau de sécurité obligatoire (le haut du cerceau devant dépasser le casque du pilote)
- démarreur de bord obligatoire
- carburant commercial
- ravitaillement en huile interdit durant la course

Passé à deux doigts du titre mondial en 1962, Jim Clark est bien parti pour prendre sa revanche cette saison, l'Écossais ayant déjà remporté, au volant de sa Lotus, trois des quatre Grands Prix disputés contre un au champion en titre, Graham Hill, bien malchanceux depuis sa victoire au Grand Prix de Monaco, au sein d'une équipe BRM dont les monoplaces ont perdu de leur compétitivité face aux autres concurrentes britanniques.

### Le circuit

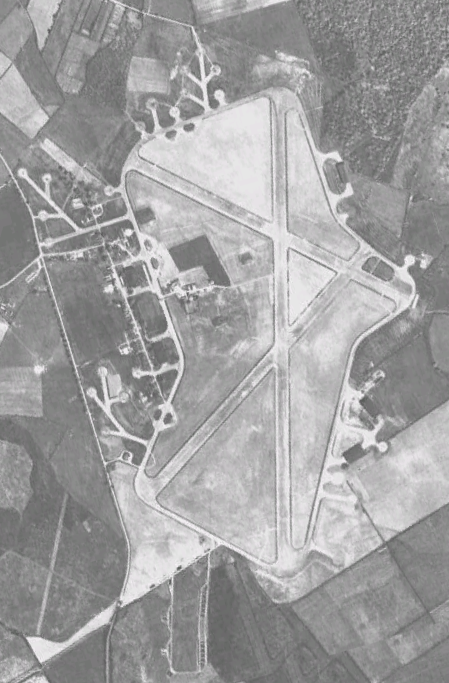
La base aérienne de Silverstone avant sa transformation en autodrome.

Situé à environ cent kilomètres de Londres, le circuit de Silverstone fut créé en 1948 sur une ancienne base de la Royal Air Force. Inauguré à l’occasion du premier Grand Prix de Grande-Bretagne d’après-guerre, il fut le théâtre de l’épreuve inaugurale du championnat du monde des pilotes, deux ans plus tard.
Le tracé emprunte les anciennes voies d’accès de la base aérienne et se caractérise par l'absence de longues lignes droites, mettant en valeur les qualités de freinage et de tenue de route des monoplaces ainsi que la souplesse des moteurs plutôt que la puissance pure. Les installations de ce circuit permanent sont modernes, la grande capacité d’accueil des visiteurs (jusqu'à trois-cent-mille spectateurs) et les nombreux postes d’observation disponibles le rendent très attractif auprès du public. Le record officiel du circuit est depuis mai 1960 la propriété d'Innes Ireland, qui sur sa Lotus F1 avait couvert un tour à 180 km/h de moyenne lors de l'International Trophy.

## Monoplaces en lice
- BRM P57 "Usine"

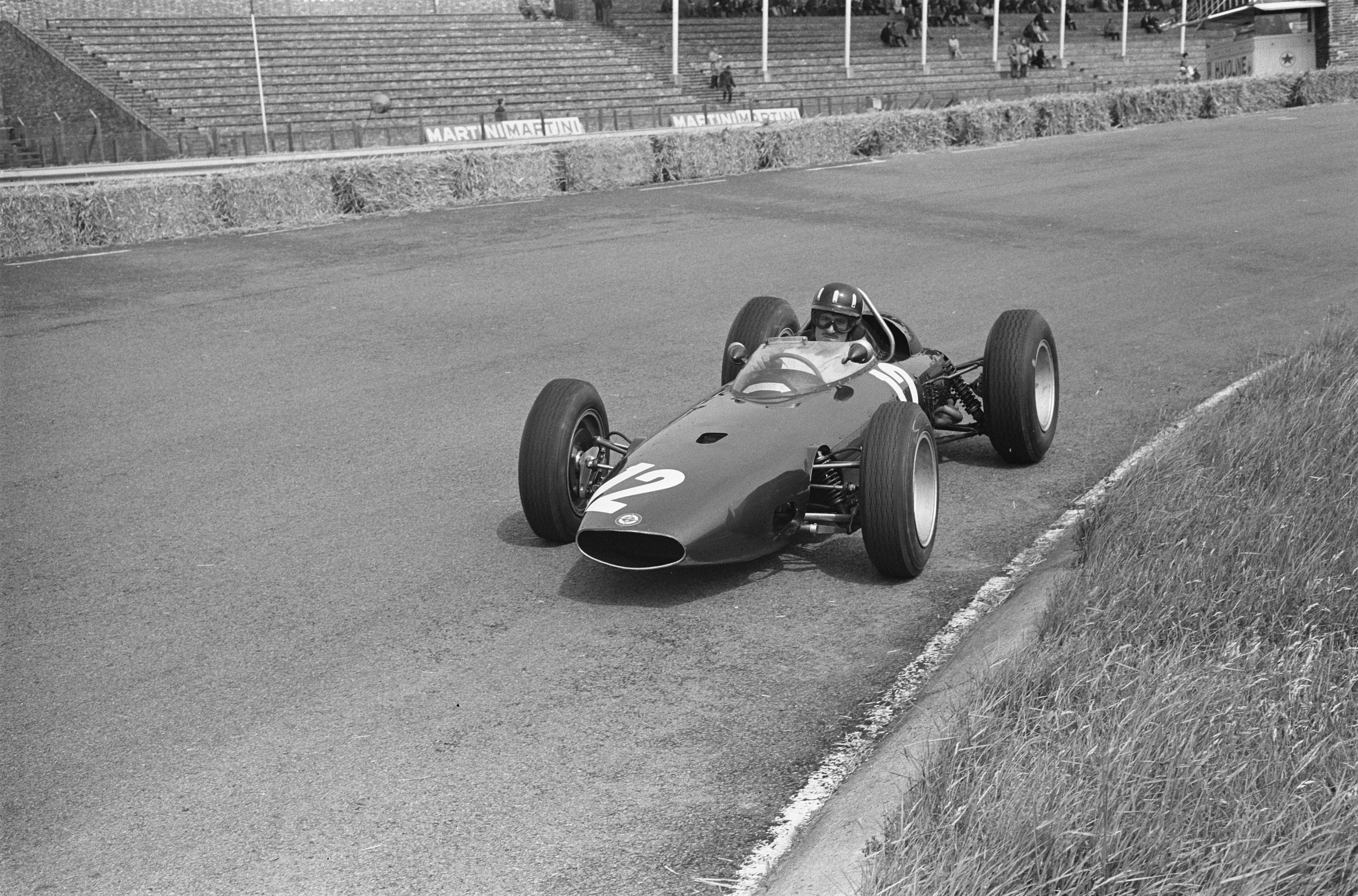
La BRM P57 de Graham Hill (vue ici à Zandvoort).

Malgré les essais intensifs effectués par Graham Hill pour tenter d'améliorer la tenue de route de la P61 à structure semi-monocoque, la nouvelle monoplace reste moins performante que les P57 de la saison passée sur circuit sinueux. L'équipe BRM a donc jugé préférable de faire confiance aux anciens modèles pour la course de Silverstone. Pesant 475 kg, les deux P57 officiellement engagées bénéficient toutefois des dernières évolutions mécaniques, le moteur V8 à injection indirecte Lucas, accouplé à une boîte six vitesses, développant maintenant 208 chevaux à 11000 tr/min. La deuxième voiture est aux mains de Richie Ginther. Une troisième P57, aux couleurs italiennes, est présente, la Scuderia Centro Sud ayant acquis l'ancienne voiture de Hill, confiée à Lorenzo Bandini. Un peu moins puissante, elle est équipée de l'ancienne boîte de vitesses à cinq rapports.
- Lotus 25 "Usine"

Le Team Lotus a préparé trois Lotus 25 à châssis monocoque pour l'épreuve britannique. Jim Clark et Trevor Taylor disposent de leurs voitures habituelles (455 kg, moteur V8 Coventry Climax FWMV à injection développant 198 chevaux à 9500 tr/min, boîte ZF à cinq vitesses), tandis que la troisième voiture, qui sert de mulet, est équipée de la version à carburateurs du moteur Climax (184 chevaux) et d'une boîte Colotti à six rapports. La très grande rigidité de leur coque confère à ces monoplaces une tenue de route exceptionnelle.
- Lotus 24 privées

Principalement produite pour être vendue aux écuries privées, la Lotus 24 ressemble beaucoup à la 25 mais son châssis multitubulaire est nettement moins efficace, procurant quatre fois moins de rigidité que la conception monocoque. Pesant 455 kg, elle peut être dotée du moteur V8 Climax ou du V8 BRM. Sa propre monoplace n'ayant été produite qu'à un seul exemplaire, l'équipe BRP a amené ses deux 24 à moteur BRM, l'une pour son second pilote, Jim Hall, l'autre servant de mulet. Reg Parnell engage un modèle identique pour Masten Gregory et une deuxième 24, à moteur Climax, pour le champion motocycliste Mike Hailwood. Jo Siffert pilote la 24 à moteur BRM qu'il a rachetée en début d'année à l'Écurie Filipinetti.
- Cooper T66 "Usine"

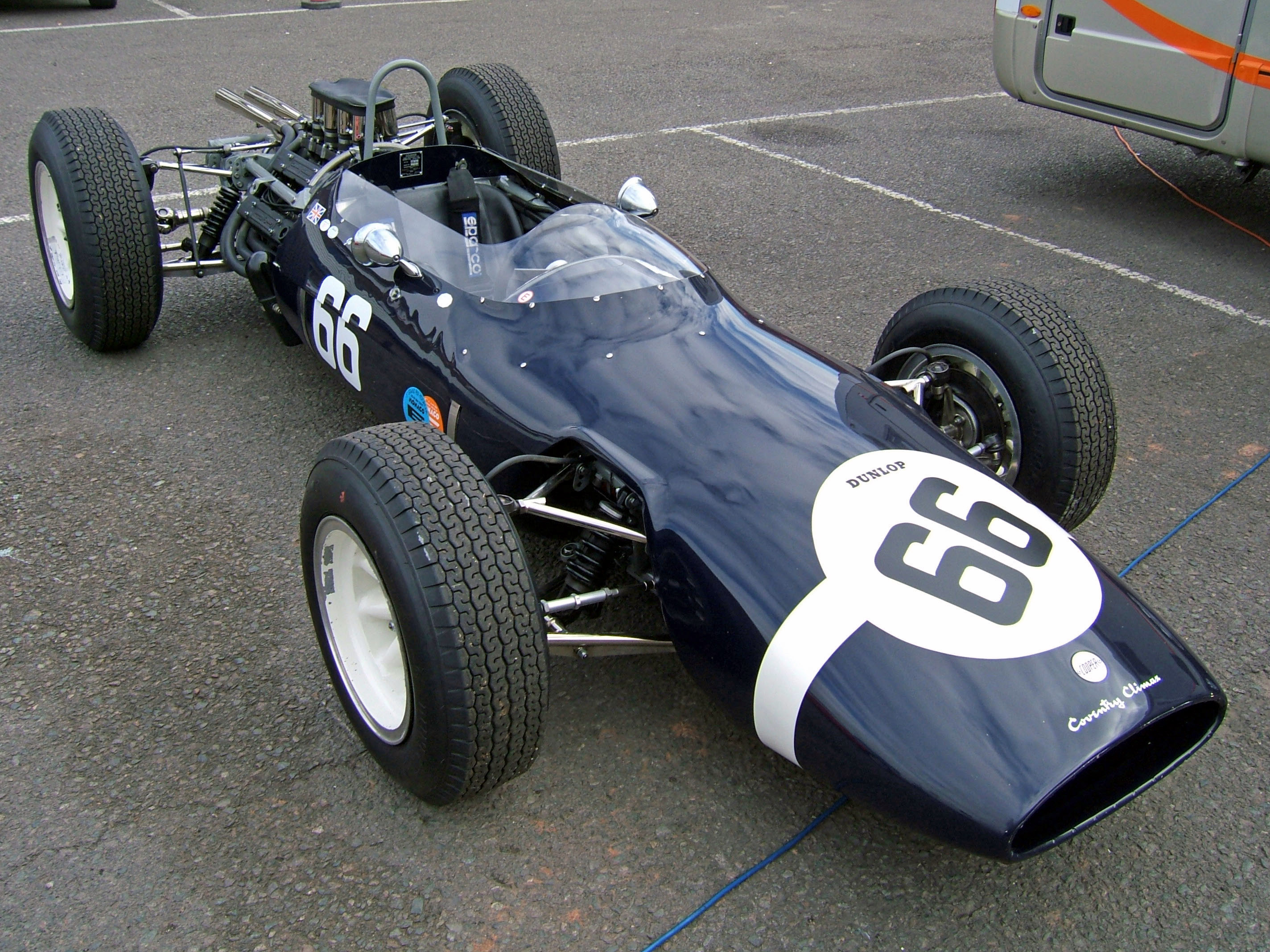
La Cooper T66 de Joakim Bonnier, aux couleurs de Rob Walker.

John Cooper aligne deux T66 à moteur V8 Climax à injection pour ses pilotes habituels, Bruce McLaren et Tony Maggs. Évolution de la T60 de la saison précédente, la T66, conçue par Owen Maddock, dispose d'un classique châssis tubulaire. Elle est munie d'une boîte de vitesses à six rapports réalisée en interne et pèse 460 kg à vide.
- Cooper T66 & T60 privées

L'écurie de Rob Walker engage une T66 à moteur V8 Climax et boîte Colotti à six rapports pour Joakim Bonnier, qui peut également disposer de la T60 (moteur identique mais boîte de vitesses Cooper) utilisée en début de saison.
- Ferrari 156 "Usine"

Willy Mairesse (brûlé lors des 24 Heures du Mans) et Ludovico Scarfiotti (blessé aux essais du Grand Prix de France) étant tous deux convalescents, John Surtees est le seul à défendre les couleurs de la Scuderia Ferrari à Silverstone. Il dispose de sa voiture de course habituelle, une 156-63 à châssis tubulaire (480 kg à vide, moteur V6 à injection directe Bosch délivrant 200 chevaux à 10500 tr/min accouplé à une boîte six vitesses), ainsi que d'une voiture de réserve aux caractéristiques identiques.
- Brabham BT7 "Usine"

Le pilote-constructeur Jack Brabham et Dan Gurney disposent de leurs habituelles BT7. Ces monoplaces à châssis multitubulaire, conçues par Ron Tauranac, sont dotées d'un moteur V8 Climax à injection et d'une boîte de vitesses Hewland à cinq rapports. Elles pèsent 470 kg à vide.
- BRP MK1 "Usine"

Frustrée par le refus de Colin Chapman de lui vendre un châssis de Lotus 25, l'écurie British Racing Partnership, dirigée par Alfred Moss et Ken Gregory, s'est lancée dans la construction de sa propre monoplace à châssis monocoque. Conçue par le chef mécanicien Tony Robinson, la BRP Mk1 à châssis monocoque s'inspire fortement de la Lotus. Équipée d'un moteur V8 BRM à injection et d'une boîte de vitesses Colotti à six rapports, elle est cependant plus lourde (475 kg à vide). Un seul exemplaire a été achevé, confié depuis le Grand Prix de Belgique à l'Écossais Innes Ireland.
- Lola Mk4 & Mk4A privées

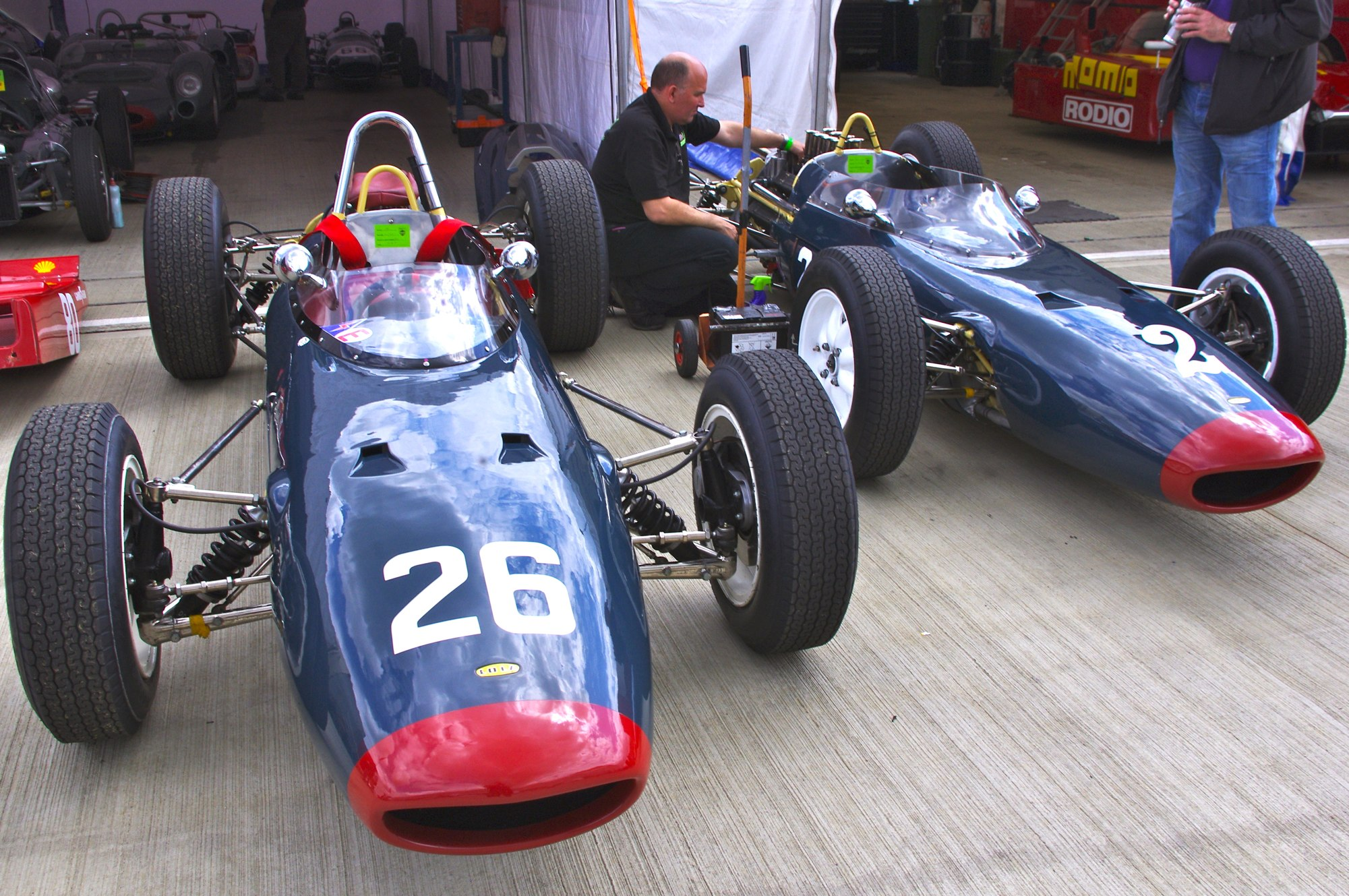
Les Lola Mk4A et Mk4.

Au sein du Reg Parnell Racing, Chris Amon pilote son habituelle Lola Mk4A, monoplace de 490 kg à châssis multitubulaire conçue par Eric Broadley. Elle dispose maintenant de la version à injection du moteur V8 Climax, la transmission étant assurée par une boîte de vitesses Colotti à six rapports. L'équipe a aussi loué (sous les couleurs de Tim Parnell) une Mk4 (dont le châssis est un peu plus lourd que sur la version Mk4A) à moteur Climax à carburateurs à John Campbell-Jones, également dotée d'une boîte Colotti. Le pilote privé Bob Anderson dispose d'un modèle identique, avec lequel il a remporté le dernier Grand Prix de Rome deux mois auparavant.
- Porsche 718 privée

Carel Godin de Beaufort a engagé son ancienne Porsche 718 (moteur quatre cylindres à plat refroidi par air, 165 chevaux), une monoplace qui en est à sa quatrième saison.
- Scirocco SP

Pour la première fois de la saison, le mécène américain Hugh Powell aligne deux Scirocco SP à moteur V8 BRM, le second châssis ayant été récemment achevé. Équipées d'un moteur V8 BRM, elles sont aux mains de Tony Settember et de Ian Burgess.
- Gilby

Après la liquidation de Gilby Engineering à la fin de la saison 1962, Ian Raby a acquis une des deux monoplaces construites par la petite structure britannique. Ayant conservé le moteur V8 BRM et la boîte Colotti à six rapports, Raby l'a jusque alors utilisée pour les courses F1 hors championnat (terminant notamment troisième du Grand Prix de Rome), le Grand Prix de Grande-Bretagne constituant sa première apparition en championnat du monde.
- ATS 100 "Usine"

Après des premières sorties très décevantes, l'écurie Automobili Turismo e Sport, dirigée par Carlo Chiti, a renoncé à participer aux grands prix estivaux. L'équipe italienne doit impérativement corriger les problèmes de conception de ses ATS 100, notamment au niveau de la rigidité du châssis et du système de lubrification du moteur V8.
- De Tomaso

La Scuderia De Tomaso avait initialement engagé sa monoplace 801, à châssis tubulaires et moteur huit cylindres à plat, pour le pilote argentin Nasif Estéfano, mais la voiture n'a pu être acheminée à temps pour participer.

## Coureurs inscrits

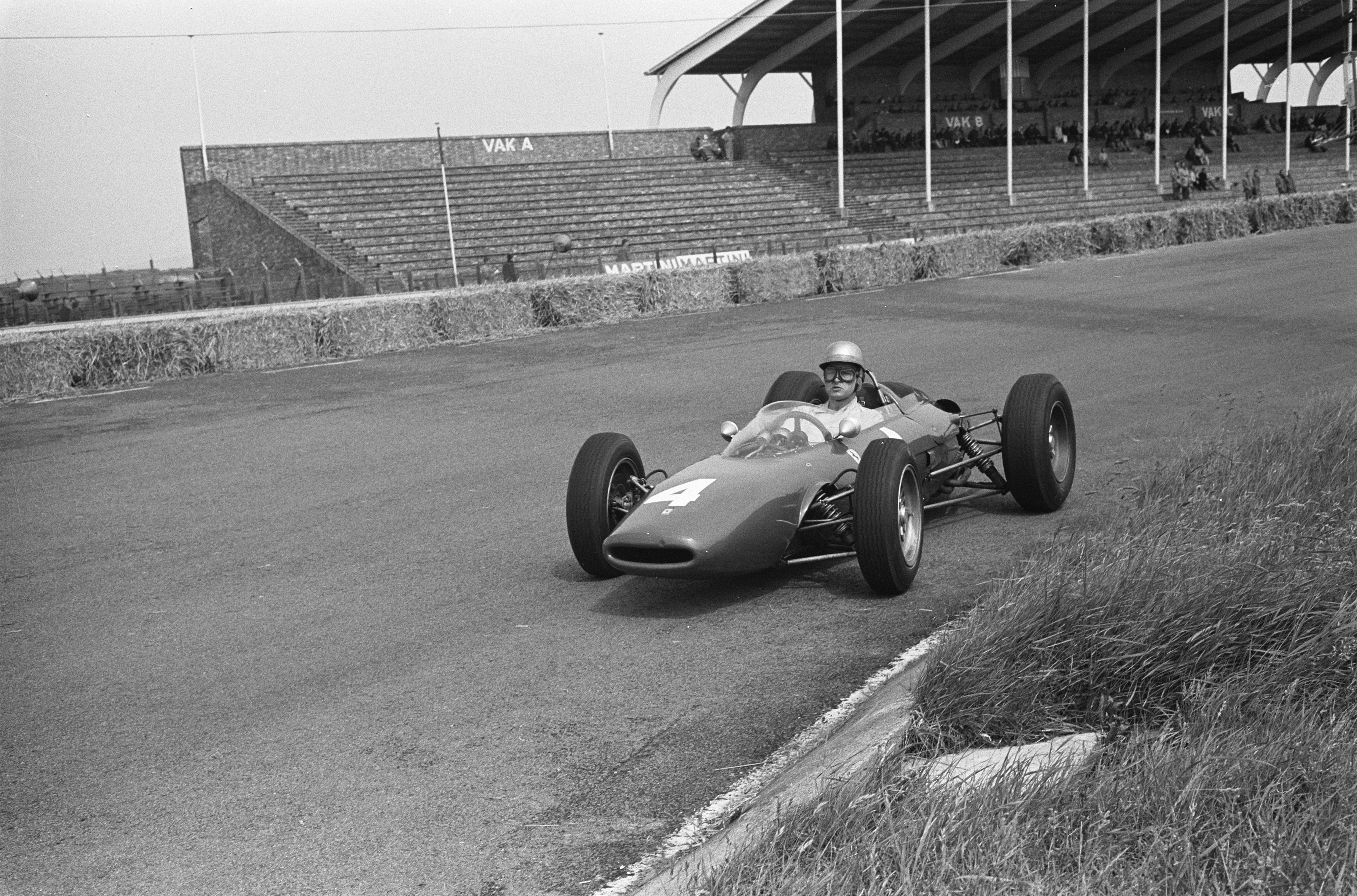
Une seule Ferrari 156-63 sera au départ, avec Surtees, Scarfiotti (vu ici à Zandvoort) s'étant blessé à Reims.

| no  | Pilote                  | Écurie                      | Constructeur | Modèle         | N° châssis | Moteur                  | Pneumatiques | Commentaire |
| --- | ----------------------- | --------------------------- | ------------ | -------------- | ---------- | ----------------------- | ------------ | ----------- |
| 1   | Graham Hill             | Owen Racing Organisation    | BRM          | BRM P57        | 5785       | BRM P56 V8              | D            |             |
| 2   | Richie Ginther          | Owen Racing Organisation    | BRM          | BRM P57        | 5784       | BRM P56 V8              | D            |             |
| 3   | Lorenzo Bandini         | Scuderia Centro Sud         | BRM          | BRM P57        | 5781       | BRM P56 V8              | D            |             |
| 4   | Jim Clark               | Team Lotus                  | Lotus        | Lotus 25       | 25 R4      | Coventry Climax FWMV V8 | D            |             |
| 5   | Trevor Taylor           | Team Lotus                  | Lotus        | Lotus 25       | 25 R2      | Coventry Climax FWMV V8 | D            |             |
| 5T  | Trevor Taylor           | Team Lotus                  | Lotus        | Lotus 25       | 25 R3      | Coventry Climax FWMV V8 | D            | mulet       |
| 6   | Bruce McLaren           | Cooper Car Company          | Cooper       | Cooper T66     | F1-4-63    | Coventry Climax FWMV V8 | D            |             |
| 7   | Tony Maggs              | Cooper Car Company          | Cooper       | Cooper T66     | F1-5-63    | Coventry Climax FWMV V8 | D            |             |
| 8   | Jack Brabham            | Brabham Racing Organisation | Brabham      | Brabham BT7    | F1-2-63    | Coventry Climax FWMV V8 | D            |             |
| 9   | Dan Gurney              | Brabham Racing Organisation | Brabham      | Brabham BT7    | F1-1-63    | Coventry Climax FWMV V8 | D            |             |
| 10  | John Surtees            | SpA Ferrari SEFAC           | Ferrari      | Ferrari 156-63 | 156/0003   | Ferrari 178 V6 (120°)   | D            |             |
| 10T | John Surtees            | SpA Ferrari SEFAC           | Ferrari      | Ferrari 156-63 | 156/0001   | Ferrari 178 V6 (120°)   | D            | mulet       |
| 11  | Innes Ireland           | British Racing Partnership  | BRP          | BRP MkI        | BRP/1-63   | BRM P56 V8              | D            |             |
| 11T | Innes Ireland           | British Racing Partnership  | Lotus        | Lotus 24       | 24-944     | BRM P56 V8              | D            | mulet       |
| 12  | Jim Hall                | British Racing Partnership  | Lotus        | Lotus 24       | 24-945     | BRM P56 V8              | D            |             |
| 14  | Joakim Bonnier          | Rob Walker Racing Team      | Cooper       | Cooper T66     | F1-2-63    | Coventry Climax FWMV V8 | D            |             |
| 14T | Joakim Bonnier          | Rob Walker Racing Team      | Cooper       | Cooper T60     | F1-18-61   | Coventry Climax FWMV V8 | D            | mulet       |
| 15  | Tony Settember          | Scirocco Racing Cars        | Scirocco     | Scirocco SP    | SP-1-63    | BRM P56 V8              | D            | forfait     |
| 16  | Ian Burgess             | Scirocco Racing Cars        | Scirocco     | Scirocco SP    | SP-2-63    | BRM P56 V8              | D            | forfait     |
| 17  | Giancarlo Baghetti      | Automobili Turismo e Sport  | ATS          | ATS 100        | 100-02     | ATS V8                  | D            | forfait     |
| 18  | Phil Hill               | Automobili Turismo e Sport  | ATS          | ATS 100        | 100-01     | ATS V8                  | D            | forfait     |
| 19  | Chris Amon              | Reg Parnell Racing          | Lola         | Lola Mk4A      | BRGP-44    | Coventry Climax FWMV V8 | D            |             |
| 20  | Mike Hailwood           | Reg Parnell Racing          | Lotus        | Lotus 24       | 24-943     | Coventry Climax FWMV V8 | D            |             |
| 21  | Masten Gregory          | Reg Parnell Racing          | Lotus        | Lotus 24       | 24 P1      | BRM P56 V8              | D            |             |
| 22  | Bob Anderson            | DW Racing Entreprises       | Lola         | Lola Mk4       | BRGP-43    | Coventry Climax FWMV V8 | D            |             |
| 23  | Carel Godin de Beaufort | Ecurie Maarsbergen          | Porsche      | Porsche 718    | 718-201    | Porsche 547/3 F4        | D            |             |
| 24  | John Campbell-Jones     | Tim Parnell                 | Lola         | Lola Mk4       | BRGP-42    | Coventry Climax FWMV V8 | D            |             |
| 25  | Joseph Siffert          | Siffert Racing Team         | Lotus        | Lotus 24       | 24-950     | BRM P56 V8              | D            |             |
| 26  | Ian Raby                | Ian Raby Racing             | Gilby        | Gilby 62       | 02         | BRM P56 V8              | D            |             |
| 27  | Nasif Estéfano          | Scuderia De Tomaso          | De Tomaso    | De Tomaso 801  | F1-801     | De Tomaso F8            | D            | forfait     |

## Qualifications
Trois séances qualificatives sont programmées, deux le  jeudi et une le vendredi précédant la course.

### Première séance - jeudi 18 juillet (matin)
La première séance d'essais a lieu le jeudi en fin de matinée, sous le soleil. La Lotus de Jim Clark rencontre des problèmes de fuite d'eau, aussi le pilote écossais ne peut-il aligner une série de tours rapides. Au sein de l'équipe BRM, Graham Hill juge préférable d'utiliser la monoplace de la saison dernière, la tenue de route de la nouvelle laissant encore à désirer. Il va se montrer le plus rapide, bouclant son meilleur tour à 176,7 km/h de moyenne, une performance égalée par Jack Brabham dont la monoplace est parfaitement au point. Ils devancent de plus d'une seconde John Surtees, qui a utilisé sa voiture de réserve pour effectuer son meilleur temps.

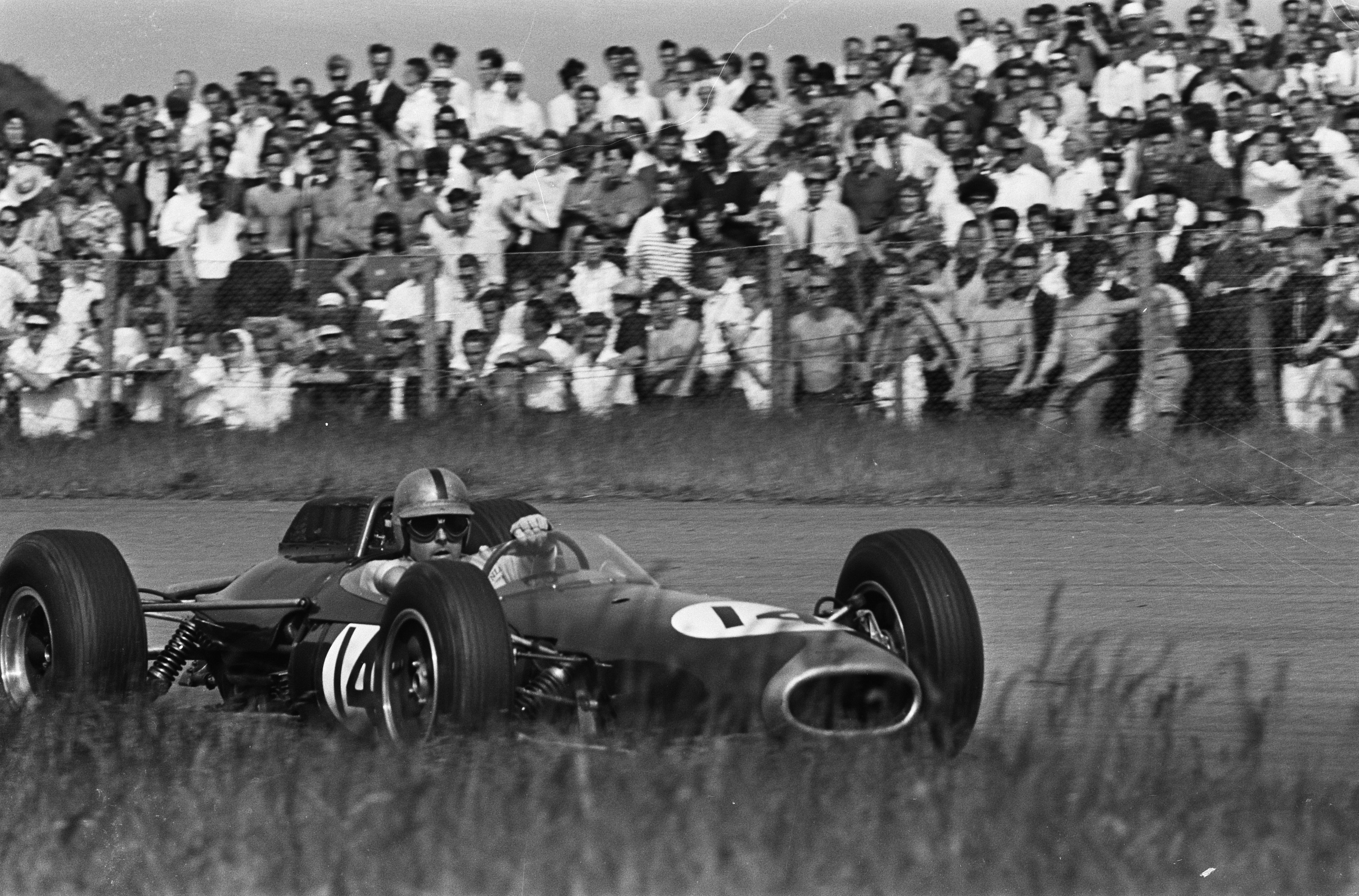
La Brabham BT7 de Jack Brabham ; le pilote-constructeur s'est montré le plus rapide de la première séance d'essais, à égalité avec Graham Hill.

| Pos. | Pilote                  | Écurie         | Temps        | Écart   |
| ---- | ----------------------- | -------------- | ------------ | ------- |
| 1    | Graham Hill             | BRM            | 1 min 36 s 0 |         |
| 2    | Jack Brabham            | Brabham-Climax | 1 min 36 s 0 |         |
| 3    | John Surtees            | Ferrari        | 1 min 37 s 4 | + 1 s 4 |
| 4    | Joakim Bonnier          | Cooper-Climax  | 1 min 38 s 0 | + 2 s 0 |
| 5    | Jim Hall                | Lotus-BRM      | 1 min 38 s 0 | + 2 s 0 |
| 6    | Bruce McLaren           | Cooper-Climax  | 1 min 38 s 8 | + 2 s 8 |
| 7    | Jim Clark               | Lotus-Climax   | 1 min 39 s 6 | + 3 s 6 |
| 8    | Richie Ginther          | BRM            | 1 min 39 s 6 | + 3 s 6 |
| 9    | Trevor Taylor           | Lotus-Climax   | 1 min 39 s 8 | + 3 s 8 |
| 10   | Tony Maggs              | Cooper-Climax  | 1 min 41 s 2 | + 5 s 2 |
| '11  | Dan Gurney              | Brabham-Climax | 1 min 42 s 0 | + 6 s 0 |
| '12  | Mike Hailwood           | Lotus-Climax   | 1 min 42 s 0 | + 6 s 0 |
| '13  | Bob Anderson            | Lola-Climax    | 1 min 43 s 2 | + 7 s 2 |
| '14  | Chris Amon              | Lola-Climax    | 1 min 44 s 6 | + 8 s 6 |
| 15   | Jo Siffert              | Lotus-BRM      | 1 min 45 s 2 | + 9 s 2 |
| 16   | Innes Ireland           | BRP-BRM        | 1 min 45 s 4 | + 9 s 4 |
| 17   | Carel Godin de Beaufort | Porsche        | 1 min 45 s 6 | + 9 s 6 |

### Deuxième séance - jeudi 18 juillet (après-midi)
Les conditions de piste sont de nouveau idéale en début d'après-midi. Clark se met très vite en action et accomplit un tour à 179,7 km/h de moyenne. Aucun de ses adversaires ne sera en mesure de rivaliser avec le pilote écossais, Graham Hill échouant à une seconde pleine de son rival, devançant de deux dixièmes de seconde la Cooper de Bruce McLaren et de quatre dixièmes la Brabham de Dan Gurney et la Ferrari de John Surtees.
| Pos. | Pilote                  | Écurie         | Temps        | Écart    |
| ---- | ----------------------- | -------------- | ------------ | -------- |
| 1    | Jim Clark               | Lotus-Climax   | 1 min 34 s 4 |          |
| 2    | Graham Hill             | BRM            | 1 min 35 s 4 | + 1 s 0  |
| 3    | Bruce McLaren           | Cooper-Climax  | 1 min 35 s 6 | + 1 s 2  |
| '4   | Dan Gurney              | Brabham-Climax | 1 min 35 s 8 | + 1 s 4  |
| 5    | John Surtees            | Ferrari        | 1 min 35 s 8 | + 1 s 4  |
| 6    | Richie Ginther          | BRM            | 1 min 36 s 8 | + 2 s 4  |
| 7    | Trevor Taylor           | Lotus-Climax   | 1 min 36 s 8 | + 2 s 4  |
| 8    | Jim Hall                | Lotus-BRM      | 1 min 37 s 0 | + 2 s 6  |
| 9    | Joakim Bonnier          | Cooper-Climax  | 1 min 37 s 6 | + 3 s 2  |
| 10   | Tony Maggs              | Cooper-Climax  | 1 min 38 s 0 | + 3 s 6  |
| 11   | Lorenzo Bandini         | BRM            | 1 min 38 s 0 | + 3 s 6  |
| 12   | Innes Ireland           | BRP-BRM        | 1 min 38 s 0 | + 3 s 6  |
| 13   | Chris Amon              | Lola-Climax    | 1 min 38 s 4 | + 4 s 0  |
| 14   | Jack Brabham            | Brabham-Climax | 1 min 39 s 0 | + 4 s 6  |
| 15   | Bob Anderson            | Lola-Climax    | 1 min 39 s 0 | + 4 s 6  |
| 16   | Jo Siffert              | Lotus-BRM      | 1 min 39 s 4 | + 5 s 0  |
| 17   | Mike Hailwood           | Lotus-Climax   | 1 min 41 s 0 | + 6 s 6  |
| 18   | Carel Godin de Beaufort | Porsche        | 1 min 44 s 0 | + 9 s 6  |
| 19   | Masten Gregory          | Lotus-BRM      | 1 min 44 s 2 | + 9 s 8  |
| 20   | Tony Settember          | Scirocco-BRM   | 1 min 45 s 0 | + 10 s 6 |
| 21   | Ian Burgess             | Scirocco-BRM   | 1 min 49 s 4 | + 15 s 0 |

### Troisième séance - vendredi 19 juillet (matin)
Inapprochable la veille, Clark se montre moins assidu lors de la session du vendredi matin. Il n'en réalise pas moins la meilleure performance du jour, à seulement deux dixièmes de seconde de son temps du jeudi. La plupart des pilotes améliorent leurs chronos, Gurney égalant en fin de séance le temps de Clark. Respectivement troisième et quatrième, Hill et Brabham partiront à leur côté en première ligne, devant la Ferrari de Surtees et les Cooper de McLaren et Maggs.
| Pos. | Pilote                  | Écurie         | Temps        | Écart    |
| ---- | ----------------------- | -------------- | ------------ | -------- |
| 1    | Jim Clark               | Lotus-Climax   | 1 min 34 s 6 |          |
| 2    | Dan Gurney              | Brabham-Climax | 1 min 34 s 6 |          |
| 3    | Graham Hill             | BRM            | 1 min 34 s 8 | + 0 s 2  |
| 4    | Jack Brabham            | Brabham-Climax | 1 min 35 s 0 | + 0 s 4  |
| 5    | John Surtees            | Ferrari        | 1 min 35 s 2 | + 0 s 6  |
| 6    | Bruce McLaren           | Cooper-Climax  | 1 min 35 s 4 | + 0 s 8  |
| 7    | Tony Maggs              | Cooper-Climax  | 1 min 36 s 0 | + 1 s 4  |
| 8    | Lorenzo Bandini         | BRM            | 1 min 36 s 0 | + 1 s 4  |
| 9    | Richie Ginther          | BRM            | 1 min 36 s 0 | + 1 s 4  |
| 10   | Innes Ireland           | BRP-BRM        | 1 min 36 s 8 | + 2 s 2  |
| 11   | Joakim Bonnier          | Cooper-Climax  | 1 min 36 s 8 | + 2 s 2  |
| 12   | Trevor Taylor           | Lotus-Climax   | 1 min 37 s 0 | + 2 s 4  |
| 13   | Chris Amon              | Lola-Climax    | 1 min 37 s 2 | + 2 s 6  |
| 14   | Jo Siffert              | Lotus-BRM      | 1 min 38 s 4 | + 3 s 8  |
| 15   | Bob Anderson            | Lola-Climax    | 1 min 39 s 4 | + 4 s 8  |
| 16   | Mike Hailwood           | Lotus-Climax   | 1 min 39 s 8 | + 5 s 2  |
| 17   | Tony Settember          | Scirocco-BRM   | 1 min 40 s 8 | + 6 s 2  |
| 18   | Ian Raby                | Gilby-BRM      | 1 min 42 s 4 | + 7 s 8  |
| 19   | Ian Burgess             | Scirocco-BRM   | 1 min 42 s 6 | + 8 s 0  |
| 20   | Carel Godin de Beaufort | Porsche        | 1 min 43 s 4 | + 8 s 8  |
| 21   | Masten Gregory          | Lotus-BRM      | 1 min 47 s 4 | + 12 s 8 |
| 22   | John Campbell-Jones     | Lola-Climax    | 1 min 48 s 8 | + 14 s 4 |

### Tableau final des qualifications

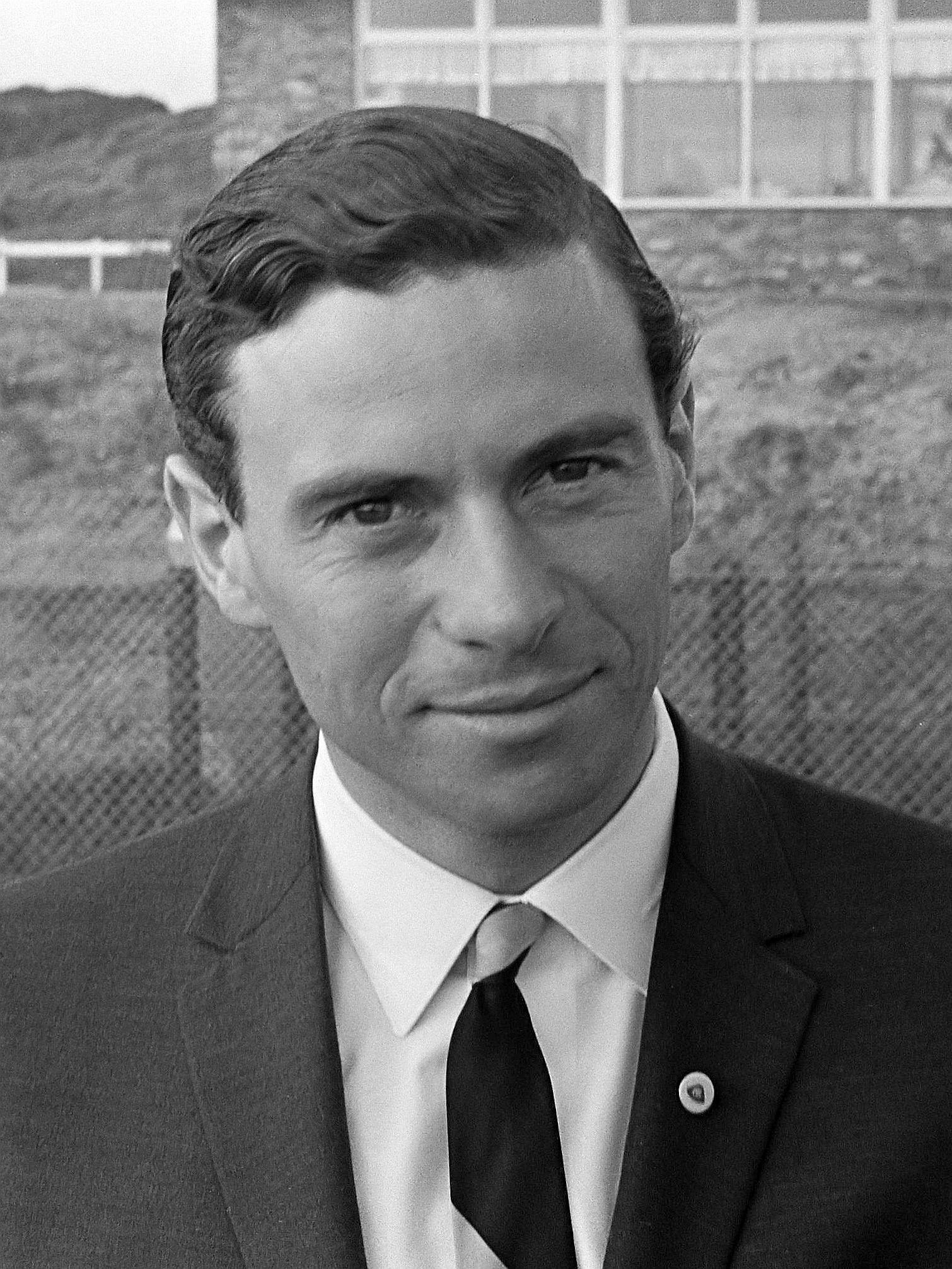
Jim Clark, une nouvelle fois le plus rapide aux essais.

| Pos. | Pilote                  | Écurie         | Temps        | Écart    | Commentaire                       |
| ---- | ----------------------- | -------------- | ------------ | -------- | --------------------------------- |
| 1    | Jim Clark               | Lotus-Climax   | 1 min 34 s 4 |          | temps réalisé le jeudi après-midi |
| 2    | Dan Gurney              | Brabham-Climax | 1 min 34 s 6 | + 0 s 2  | temps réalisé le vendredi matin   |
| 3    | Graham Hill             | BRM            | 1 min 34 s 8 | + 0 s 4  | temps réalisé le vendredi matin   |
| 4    | Jack Brabham            | Brabham-Climax | 1 min 35 s 0 | + 0 s 6  | temps réalisé le vendredi matin   |
| 5    | John Surtees            | Ferrari        | 1 min 35 s 2 | + 0 s 8  | temps réalisé le vendredi matin   |
| 6    | Bruce McLaren           | Cooper-Climax  | 1 min 35 s 4 | + 1 s 0  | temps réalisé le vendredi matin   |
| 7    | Tony Maggs              | Cooper-Climax  | 1 min 36 s 0 | + 1 s 6  | temps réalisé le vendredi matin   |
| 8    | Lorenzo Bandini         | BRM            | 1 min 36 s 0 | + 1 s 6  | temps réalisé le vendredi matin   |
| 9    | Richie Ginther          | BRM            | 1 min 36 s 0 | + 1 s 6  | temps réalisé le vendredi matin   |
| 10   | Trevor Taylor           | Lotus-Climax   | 1 min 36 s 8 | + 2 s 4  | temps réalisé le jeudi après-midi |
| 11   | Innes Ireland           | BRP-BRM        | 1 min 36 s 8 | + 2 s 4  | temps réalisé le vendredi matin   |
| 12   | Joakim Bonnier          | Cooper-Climax  | 1 min 36 s 8 | + 2 s 4  | temps réalisé le vendredi matin   |
| 13   | Jim Hall                | Lotus-BRM      | 1 min 37 s 0 | + 2 s 6  | temps réalisé le jeudi après-midi |
| 14   | Chris Amon              | Lola-Climax    | 1 min 37 s 2 | + 2 s 8  | temps réalisé le vendredi matin   |
| 15   | Joseph Siffert          | Lotus-BRM      | 1 min 38 s 4 | + 4 s 0  | temps réalisé le vendredi matin   |
| 16   | Bob Anderson            | Lola-Climax    | 1 min 39 s 4 | + 5 s 0  | temps réalisé le vendredi matin   |
| 17   | Mike Hailwood           | Lotus-Climax   | 1 min 39 s 8 | + 5 s 4  | temps réalisé le vendredi matin   |
| 18   | Tony Settember          | Scirocco-BRM   | 1 min 40 s 8 | + 6 s 4  | temps réalisé le vendredi matin   |
| 19   | Ian Raby                | Gilby-BRM      | 1 min 42 s 4 | + 8 s 0  | temps réalisé le vendredi matin   |
| 20   | Ian Burgess             | Scirocco-BRM   | 1 min 42 s 6 | + 8 s 2  | temps réalisé le vendredi matin   |
| 21   | Carel Godin de Beaufort | Porsche        | 1 min 43 s 4 | + 9 s 0  | temps réalisé le vendredi matin   |
| 22   | Masten Gregory          | Lotus-BRM      | 1 min 44 s 2 | + 9 s 8  | temps réalisé le jeudi après-midi |
| 23   | John Campbell-Jones     | Lola-Climax    | 1 min 48 s 8 | + 14 s 4 | temps réalisé le vendredi matin   |

## Grille de départ
| 1re ligne | Pos. 4                          |                               | Pos. 3                        |                               | Pos. 2                      |                              | Pos. 1                     |
|           | Brabham 1 min 35 s 0            |                               | G. Hill BRM 1 min 34 s 8      |                               | Gurney Brabham 1 min 34 s 6 |                              | Clark Lotus 1 min 34 s 4   |
| 2e ligne  |                                 | Pos. 7                        |                               | Pos. 6                        |                             | Pos. 5                       |                            |
|           |                                 | Maggs Cooper 1 min 36 s 0     |                               | McLaren Cooper 1 min 35 s 4   |                             | Surtees Ferrari 1 min 35 s 2 |                            |
| 3e ligne  | Pos. 11                         |                               | Pos. 10                       |                               | Pos. 9                      |                              | Pos. 8                     |
|           | Ireland BRP 1 min 36 s 8        |                               | Taylor Lotus 1 min 36 s 8     |                               | Ginther BRM 1 min 36 s 0    |                              | Bandini BRM 1 min 36 s 0   |
| 4e ligne  |                                 | Pos. 14                       |                               | Pos. 13                       |                             | Pos. 12                      |                            |
|           |                                 | Amon Lola 1 min 37 s 2        |                               | Hall Lotus 1 min 37 s 0       |                             | Bonnier Cooper 1 min 36 s 8  |                            |
| 5e ligne  | Pos. 18                         |                               | Pos. 17                       |                               | Pos. 16                     |                              | Pos. 15                    |
|           | Settember Scirocco 1 min 40 s 8 |                               | Hailwood Lotus 1 min 39 s 8   |                               | Anderson Lola 1 min 39 s 0  |                              | Siffert Lotus 1 min 38 s 4 |
| 6e ligne  |                                 | Pos. 21                       |                               | Pos. 20                       |                             | Pos. 19                      |                            |
|           |                                 | Beaufort Porsche 1 min 43 s 4 |                               | Burgess Scirocco 1 min 42 s 6 |                             | Raby Gilby 1 min 42 s 4      |                            |
| 7e ligne  |                                 |                               | Pos. 23                       |                               | Pos. 22                     |                              |                            |
|           |                                 |                               | Campbell-J. Lola 1 min 48 s 8 |                               | Gregory Lotus 1 min 44 s 2  |                              |                            |

## Déroulement de la course
Il fait très beau le samedi, et cent quinze mille spectateurs vont assister à la course. Ils peuvent assister, en lever de rideau du Grand Prix, à une brève démonstration de Graham Hill au volant de la Rover-BRM à turbine qui avait fait sensation aux 24 Heures du Mans. Le départ est donné à quatorze heures, et contrairement à son habitude la Lotus de Jim Clark manque son envol, laissant Jack Brabham, suivi de son coéquipier Dan Gurney s'emparer du commandement. Les deux Brabham vont repasser dans cet ordre devant les tribunes, précédant la Cooper de Bruce McLaren et la BRM de Graham Hill. Clark ne pointe qu'à la cinquième place, devant le reste du peloton auquel manque la Cooper de Tony Maggs, le pilote sud-africain ayant dû être poussé par ses mécaniciens à son stand afin de redémarrer son moteur ; il s'élancera finalement avec deux tours de retard. Clark remonte très rapidement : au second passage devant les stands, il talonne déjà les deux voitures de tête, ayant débordé coup sur coup Hill et McLaren. Une boucle plus tard il est dans les roues de Brabham, qu'il dépasse au cours du quatrième tour, s'installant le commandement. Il prend aussitôt quelques longueurs d'avance, ses adversaires ne parvenant pas à suivre son rythme. Au dixième tour, alors que McLaren n'est plus en course (moteur hors d'usage), Clark compte cinq secondes d'avance sur Brabham et Gurney, suivis de près par Hill et la Ferrari de John Surtees. Gurney dépasse bientôt son coéquipier pour le gain de la deuxième place mais ne parvient pas à remonter sur la Lotus de tête. Au quart de la course, Clark a encore creusé l'écart sur les deux Brabham, qui roulent de concert et accusent désormais dix secondes de retard ; viennent ensuite, à bonne distance, Hill et Surtees, en pleine bagarre pour la quatrième position. Nettement plus loin, la sixième place est très disputée entre les deux BRM de Lorenzo Bandini et Richie Ginther et la Cooper de Joakim Bonnier.
Clark maintient une allure très soutenue, ses quatre poursuivants immédiats perdant régulièrement quelques dixièmes de seconde au tour sur lui. Alors qu'il se maintenait dans le sillage de Gurney, Brabham doit renoncer au cours du vingt-huitième tour, moteur explosé. Désormais le seul à pouvoir inquiéter le leader, Gurney compte alors quatorze secondes de retard, alors que Hill et Surtees continuent à perdre du terrain sur lui. La situation demeure inchangée à la mi-course, l'écart entre les deux premiers s'étant stabilisé. Surtees, qui avait momentanément dépossédé Hill de sa troisième place, a été aussitôt redépassé par le pilote BRM, les deux pilotes anglais se trouvant maintenant à une demi-minute de la Lotus de tête. Échangeant continuellement leurs positions, Ginther et Bandini luttent âprement pour la cinquième place, surveillés de près par Bonnier, jusqu'au moment où le pilote italien effectue un tête-à-queue ; il repart septième, ayant perdu une dizaine de secondes. C'est désormais au tour de Bonnier d'attaquer Ginther ; le pilote suédois parviendra à avoir le dessus sur l'Américain à plusieurs reprises, mais jusqu'aux trois quarts de la course l'issue de ce duel reste très incertaine. C'est alors que Gurney, qui s'était maintenu à une quinzaine de secondes de Clark, ralentit fortement, son moteur ayant perdu toute sa puissance ; il tente de rentrer au stand mais au moment où il négocie le virage de Stowe, le V8 Climax explose. L'intérêt se reporte sur le duel entre Hill et Surtees, qui se battent maintenant pour la deuxième place, tandis que Ginther, quatrième, se détache peu à peu de Bonnier qui a dû lever le pied, sa pression d'huile chutant dangereusement. Le Suédois ne parviendra cependant pas à terminer la course, renonçant volontairement à seize tours de l'arrivée afin de préserver son moteur à court de lubrifiant. Entre-temps, Hill est parvenu à creuser un petit écart sur la Ferrari, qu'il va parvenir à maintenir jusqu'au dernier tour, qu'il entame avec trois secondes d'avance sur Surtees. La deuxième place semble assurée pour le champion du monde lorsque le moteur de la BRM se tait, en panne d'essence. Hill va parvenir à terminer en roue libre, mais il perd une place au profit de Surtees qui termine finalement deuxième derrière Clark, une nouvelle fois impérial, qui signe une quatrième victoire consécutive et prend une sérieuse option sur le titre mondial.

### Classements intermédiaires
Classements intermédiaires des monoplaces aux premier, deuxième, troisième, cinquième, dixième, vingtième, trentième, quarantième et soixantième tours,.

### Classement de la course

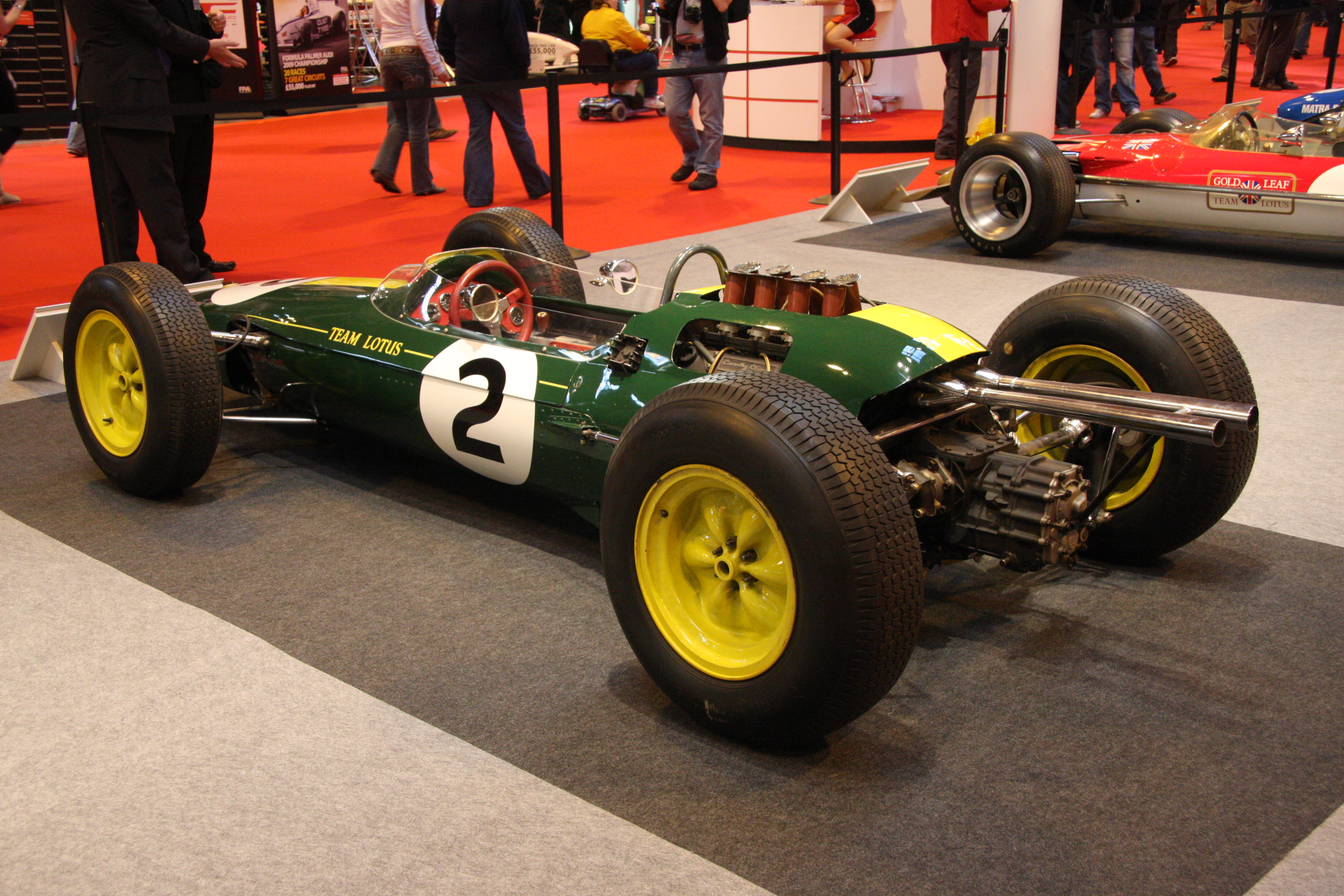
Aux mains de Jim Clark, qui s'impose pour la quatrième fois consécutive, la Lotus 25 domine la saison 1963.

| Pos  | No | Pilote                  | Écurie         | Tours | Temps/Abandon                 | Grille | Points |
| ---- | -- | ----------------------- | -------------- | ----- | ----------------------------- | ------ | ------ |
| 1    | 4  | Jim Clark               | Lotus-Climax   | 82    | 2 h 14 min 09 s 6             | 1      | 9      |
| 2    | 10 | John Surtees            | Ferrari        | 82    | 2 h 14 min 35 s 4 (+ 25 s 8)  | 5      | 6      |
| 3    | 1  | Graham Hill             | BRM            | 82    | 2 h 14 min 47 s 2 (+ 37 s 6)  | 3      | 4      |
| 4    | 2  | Richie Ginther          | BRM            | 81    | 2 h 14 min 31 s 2 (+ 1 tour)  | 9      | 3      |
| 5    | 3  | Lorenzo Bandini         | BRM            | 81    | 2 h 14 min 49 s 4 (+ 1 tour)  | 8      | 2      |
| 6    | 12 | Jim Hall                | Lotus-BRM      | 80    | 2 h 14 min 55 s 0 (+ 2 tours) | 13     | 1      |
| 7    | 19 | Chris Amon              | Lola-Climax    | 80    | 2 h 15 min 28 s 6 (+ 2 tours) | 14     |        |
| 8    | 20 | Mike Hailwood           | Lotus-Climax   | 78    | 2 h 14 min 15 s 8 (+ 4 tours) | 17     |        |
| 9    | 7  | Tony Maggs              | Cooper-Climax  | 78    | 2 h 15 min 29 s 2 (+ 4 tours) | 7      |        |
| 10   | 23 | Carel Godin de Beaufort | Porsche        | 76    | 2 h 14 min 27 s 4 (+ 6 tours) | 21     |        |
| 11   | 21 | Masten Gregory          | Lotus-BRM      | 75    | 2 h 14 min 49 s 6 (+ 7 tours) | 22     |        |
| 12   | 22 | Bob Anderson            | Lola-Climax    | 75    | 2 h 15 min 35 s 6 (+ 7 tours) | 16     |        |
| 13   | 24 | John Campbell-Jones     | Lola-Climax    | 74    | 2 h 14 min 43 s 4 (+ 8 tours) | 23     |        |
| Abd. | 25 | Jo Siffert              | Lotus-BRM      | 66    | Boîte de vitesses             | 15     |        |
| Abd. | 14 | Jo Bonnier              | Cooper-Climax  | 65    | Pression d'huile              | 12     |        |
| Abd. | 9  | Dan Gurney              | Brabham-Climax | 59    | Moteur                        | 2      |        |
| Abd. | 26 | Ian Raby                | Gilby-BRM      | 59    | Boîte de vitesses             | 19     |        |
| Abd. | 16 | Ian Burgess             | Scirocco-BRM   | 36    | Allumage                      | 20     |        |
| Abd. | 8  | Jack Brabham            | Brabham-Climax | 27    | Moteur                        | 4      |        |
| Abd. | 11 | Innes Ireland           | BRP-BRM        | 26    | Allumage                      | 11     |        |
| Abd. | 5  | Trevor Taylor           | Lotus-Climax   | 23    | Pompe à essence               | 10     |        |
| Abd. | 15 | Tony Settember          | Scirocco-BRM   | 20    | Allumage                      | 18     |        |
| Abd. | 6  | Bruce McLaren           | Cooper-Climax  | 6     | Moteur                        | 6      |        |

Légende :
- Abd.=Abandon

### Pole position et record du tour
- Pole position :  Jim Clark en 1 min 34 s 4 (vitesse moyenne : 179,657 km/h). Temps réalisé lors de la journée d'essais du jeudi 18 juillet[1].
- Meilleur tour en course :  John Surtees en 1 min 36 s 0 au 3e tour (vitesse moyenne : 176,662 km/h).

#### Évolution du record du tour en course
Le meilleur tour ne fut amélioré qu'à deux reprises au cours de l'épreuve.

### Tours en tête
- Jack Brabham 3 tours (1-3)
- Jim Clark 79 tours (4-82)

## Classement général à l'issue de la course
- Attribution des points : 9, 6, 4, 3, 2, 1 respectivement aux six premiers de chaque épreuve.
- Pour la coupe des constructeurs, même barème et seule la voiture la mieux classée de chaque équipe inscrit des points.
- Seuls les six meilleurs résultats sont comptabilisés.
- Troisième du Grand Prix de France sur sa BRM, Graham Hill n'a cependant pas inscrit les quatre points associés, le pilote britannique ayant bénéficié d'une aide extérieure au départ, BRM étant également privé de ces points pour la coupe des constructeurs.
- Le règlement permet aux pilotes de se relayer sur une même voiture, les points éventuellement acquis étant alors perdus pour pilotes et constructeur[1].

| Pos. | Pilote                  | Écurie  | Points | MON | BEL | NL | FRA | GBR | ALL | ITA | USA | MEX | AFS |
| ---- | ----------------------- | ------- | ------ | --- | --- | -- | --- | --- | --- | --- | --- | --- | --- |
| 1    | Jim Clark               | Lotus   | 36     | -   | 9   | 9  | 9   | 9   |     |     |     |     |     |
| 2    | Richie Ginther          | BRM     | 14     | 6   | 3   | 2  | -   | 3   |     |     |     |     |     |
| 3    | Graham Hill             | BRM     | 13     | 9   | -   | -  | -   | 4   |     |     |     |     |     |
|      | John Surtees            | Ferrari | 13     | 3   | -   | 4  | -   | 6   |     |     |     |     |     |
| 5    | Dan Gurney              | Brabham | 12     | -   | 4   | 6  | 2   | -   |     |     |     |     |     |
| 6    | Bruce McLaren           | Cooper  | 10     | 4   | 6   | -  | -   | -   |     |     |     |     |     |
| 7    | Tony Maggs              | Cooper  | 8      | 2   | -   | -  | 6   | -   |     |     |     |     |     |
| 8    | Innes Ireland           | BRP     | 3      | -   | -   | 3  | -   | -   |     |     |     |     |     |
|      | Jack Brabham            | Brabham | 3      | -   | -   | -  | 3   | -   |     |     |     |     |     |
| 10   | Joakim Bonnier          | Cooper  | 2      | -   | 2   | -  | -   | -   |     |     |     |     |     |
|      | Lorenzo Bandini         | BRM     | 2      | -   | -   | -  | -   | 2   |     |     |     |     |     |
| 12   | Trevor Taylor           | Lotus   | 1      | 1   | -   | -  | -   | -   |     |     |     |     |     |
|      | Carel Godin de Beaufort | Porsche | 1      | -   | 1   | -  | -   | -   |     |     |     |     |     |
|      | Ludovico Scarfiotti     | Ferrari | 1      | -   | -   | 1  | -   | -   |     |     |     |     |     |
|      | Jo Siffert              | Lotus   | 1      | -   | -   | -  | 1   | -   |     |     |     |     |     |
|      | Jim Hall                | Lotus   | 1      | -   | -   | -  | -   | 1   |     |     |     |     |     |

| Pos. | Écurie         | Points | MON | BEL | NL | FRA | GBR | ALL | ITA | USA | MEX | AFS |
| ---- | -------------- | ------ | --- | --- | -- | --- | --- | --- | --- | --- | --- | --- |
| 1    | Lotus-Climax   | 37     | 1   | 9   | 9  | 9   | 9   |     |     |     |     |     |
| 2    | BRM            | 18     | 9   | 3   | 2  | -   | 4   |     |     |     |     |     |
| 3    | Cooper-Climax  | 16     | 4   | 6   | -  | 6   | -   |     |     |     |     |     |
| 4    | Brabham-Climax | 13     | -   | 4   | 6  | 3   | -   |     |     |     |     |     |
|      | Ferrari        | 13     | 3   | -   | 4  | -   | 6   |     |     |     |     |     |
| 6    | BRP-BRM        | 3      | -   | -   | 3  | -   | -   |     |     |     |     |     |
| 7    | Lotus-BRM      | 2      | -   | -   | -  | 1   | 1   |     |     |     |     |     |
| 8    | Porsche        | 1      | -   | 1   | -  | -   | -   |     |     |     |     |     |

## À noter
- 7e victoire en championnat du monde pour Jim Clark.
- 12e victoire en championnat du monde pour Lotus en tant que constructeur.
- 26e victoire en championnat du monde pour Climax en tant que motoriste.